# موگانج
موگانج (به انگلیسی: Mauganj) یک منطقهٔ مسکونی در هند است که در بخش ریوا واقع شده‌است. موگانج ۲۶٬۴۲۰ نفر جمعیت دارد و ۳۱۳ متر بالاتر از سطح دریا واقع شده‌است.